# NK Plavi Peklenica
NK Plavi je nogometni klub iz Peklenice. Trenutačno se natječe u 1. ŽNL Međimurskoj.
Igralište se nalazi u Peklenici i naziva se "Pocurke".